# Deutsche Leichtathletik-Meisterschaften 1961/Resultate
Der Hauptteil der Wettbewerbe bei den 61. Deutschen Leichtathletik-Meisterschaften wurde einschl. des Marathonlaufs vom 28. bis 30. Juli 1961 in Düsseldorf ausgetragen. Austragungsort war das Rheinstadion. Der Marathonlauf sowie das 20-km-Gehen fanden größtenteils auf den Düsseldorfer Straßen statt, Start- und Zielort war auch für diese Wettbewerbe das Rheinstadion.
In der hier vorliegenden Auflistung werden die in den verschiedenen Wettbewerben jeweils ersten sechs platzierten Leichtathletinnen und Leichtathleten aufgeführt. Eine Übersicht mit den Medaillengewinnerinnen und -gewinnern sowie einigen Anmerkungen zu den Meisterschaften findet sich unter dem Link Deutsche Leichtathletik-Meisterschaften 1961.
Wie immer gab es zahlreiche Disziplinen, die zu anderen Terminen an anderen Orten stattfanden – in den folgenden Übersichten jeweils konkret benannt.
Hier die ausführlichen Ergebnislisten der Meisterschaften:

## Meisterschaftsresultate Männer

### 100 m
| Platz | Athlet, Verein                            | Zeit (s) |
| ----- | ----------------------------------------- | -------- |
| 1     | Manfred Germar (ASV Köln)                 | 10,5     |
| 2     | Klaus Ulonska (ASV Köln)                  | 10,6     |
| 3     | Alfred Hebauf (Eintracht Frankfurt)       | 10,7     |
| 4     | Peter Gamper (SV Salamander Kornwestheim) | 10,7     |
| 5     | Hans-Dieter Matthöfer (SG Boelerheide)    | 10,7     |
| 6     | Hans-Jürgen Felsen (Stuttgarter Kickers)  | 10,8     |

Datum: 29. Juli

### 200 m
| Platz | Athlet, Verein                                | Zeit (s) |
| ----- | --------------------------------------------- | -------- |
| 1     | Manfred Germar (ASV Köln)                     | 21,3     |
| 2     | Hans-Dieter Matthöfer (SG Boelerheide)        | 21,5     |
| 3     | Edmund Burg (SV Saar 05 Saarbrücken)          | 21,8     |
| 4     | Hans-Joachim Oswald (TSV Bayer 04 Leverkusen) | 21,8     |
| 5     | Heinz Schumann (Werder Bremen)                | 21,9     |
| DSQ   | Marcel Wendelin (TG Hanau)                    |          |

Datum: 30. Juli
Marcel Wendelin gab das Rennen verletzt auf.

### 400 m
| Platz | Athlet, Verein                            | Zeit (s) |
| ----- | ----------------------------------------- | -------- |
| 1     | Johannes Kaiser (ASV Köln)                | 46,7     |
| 2     | Manfred Kinder (OSV Hörde)                | 46,9     |
| 3     | Gerhard Weinmann (Polizei SV Berlin)      | 47,4     |
| 4     | Carl Kaufmann (Karlsruher SC)             | 47,9     |
| 5     | Guido Müller (SV Salamander Kornwestheim) | 47,9     |
| 6     | Wolfgang Schöll (TK Hannover)             | 48,1     |

Datum: 30. Juli

### 800 m
| Platz | Athlet, Verein                              | Zeit (min) |
| ----- | ------------------------------------------- | ---------- |
| 1     | Paul Schmidt (OSV Hörde)                    | 1:48,7     |
| 2     | Hans Klinkenberg (Barmer TV 1846 Wuppertal) | 1:49,2     |
| 3     | Jörg Balke (Polizei SV Berlin)              | 1:49,4     |
| 4     | Engelbert Basse (OSV Hörde)                 | 1:50,3     |
| 5     | Jürgen Faude (SuS Schalke 96)               | 1:50,3     |
| 6     | Siegfried Nürnberger (Polizei SV Bielefeld) | 1:50,9     |

Datum: 30. Juli

### 1500 m
| Platz | Athlet, Verein                       | Zeit (min) |
| ----- | ------------------------------------ | ---------- |
| 1     | Karl Eyerkaufer (FSV Frankfurt)      | 3:44,3     |
| 2     | Klaus Lehmann (Polizei SV Berlin)    | 3:44,8     |
| 3     | Harald Norpoth (DJK SSG Telgte)      | 3:45,0     |
| 4     | Peter Christ (FSV Frankfurt)         | 3:45,1     |
| 5     | Klaus Ostach (FSV Frankfurt)         | 3:45,3     |
| 6     | Adolf Schwarte (Rot-Weiß Oberhausen) | 3:46,5     |

Datum: 30. Juli

### 5000 m
| Platz | Athlet, Verein                          | Zeit (min) |
| ----- | --------------------------------------- | ---------- |
| 1     | Roland Watschke (VfL Wolfsburg)         | 14:00,0    |
| 2     | Horst Flosbach (Solinger LC)            | 14:03,4    |
| 3     | Gerd Schmitz (Barmer TV 1846 Wuppertal) | 14:05,0    |
| 4     | Peter Kubicki (SCC Berlin)              | 14:10,0    |
| 5     | Gustav Disse (SC Dahlhausen)            | 14:22,6    |
| 6     | Hans Siegel (SSG Darmstadt)             | 14:31,4    |

Datum: 30. Juli

### 10.000 m
| Platz | Athlet, Verein                      | Zeit (min) |
| ----- | ----------------------------------- | ---------- |
| 1     | Roland Watschke (VfL Wolfsburg)     | 29:54,4    |
| 2     | Gustav Disse (SC Dahlhausen)        | 29:55,8    |
| 3     | Hans Hüneke (Solinger LC)           | 30:14,4    |
| 4     | Erich Vellage (Polizei-SV Hannover) | 30:17,6    |
| 5     | Karl-Heinz Paetow (Hamburger SV)    | 30:49,0    |
| 6     | Georg Kluge (Rot-Weiß Oberhausen)   | 31:02,6    |

Datum: 28. Juli

### Marathon
| Platz | Athlet, Verein                                   | Zeit (h)  |
| ----- | ------------------------------------------------ | --------- |
| 1     | Jürgen Wedeking (VfL Wolfsburg)                  | 2:28:27,0 |
| 2     | Heinrich Arians (TSR Olympia Wilhelmshaven)      | 2:30:21,4 |
| 3     | Lothar Reinshagen (VfL Eintracht Hagen)          | 2:31:07,0 |
| 4     | Wilfried Irmen (Eintracht Duisburg)              | 2:31:47,2 |
| 5     | Norbert Seidensticker (Barmer TV 1846 Wuppertal) | 2:36:04,2 |
| 6     | Alfred Gau (VfL Wolfsburg)                       | 2:36:38,0 |

Datum: 29. Juli

### Marathon, Mannschaftswertung
| Platz | Verein, Besetzung                                                            | Zeit (h)  |
| ----- | ---------------------------------------------------------------------------- | --------- |
| 1     | TSR Olympia Wilhelmshaven (Heinrich Arians, Wilhelm Gänßler, Werner Lulies)  | 7:54:52,4 |
| 2     | Barmer TV 1846 Wuppertal (Norbert Seidensticker, Werner Zylka, Bruno Nießer) | 8:06:340  |
| 3     | TUSEM Essen (Karl-Heinz Speckmann, Hermann Tonnemann, Fritz Schöning)        | 8:14:530  |
| 4     | SCC Berlin (Gideon Papke, Hermann Brecht, Fritz Orlowski)                    | 8:44:540  |
| 5     | OSC Waldniel (Gerd Schulz, Joseph Rosenberger, Peter Boers)                  | 8:56:480  |
| 6     | TK Hannover (Gerd von Hanu-Krüger, Havel, Erhardt)                           | 9:19:460  |

Datum: 29. Juli

### 110 m Hürden
| Platz | Athlet, Verein                             | Zeit (s) |
| ----- | ------------------------------------------ | -------- |
| 1     | Klaus Willimczik (TSV Bayer 04 Leverkusen) | 14,4     |
| 2     | Klaus Winter (ASV Berlin)                  | 14,6     |
| 3     | Klaus Gerbig (TG Rüsselsheim)              | 14,7     |
| 4     | Dieter Moll (MTV Karlsruhe)                | 14,9     |
| 5     | Walter Pensberger (TSV 1860 München)       | 15,9     |
| DNF   | Manfred Jansche (TSG Neu-Ulm)              |          |

Datum: 29. Juli
Manfred Jansche stürzte und erreichte nicht das Ziel.

### 200 m Hürden
| Platz | Athlet, Verein                       | Zeit (s) |
| ----- | ------------------------------------ | -------- |
| 1     | Klaus Gerbig (TG Rüsselsheim)        | 23,9     |
| 2     | Klaus Nüske (ASV Berlin)             | 24,2     |
| 3     | Joachim Hellmich (OSC Berlin)        | 24,3     |
| 4     | Willi Matthias (DTSG 1874 Hannover)  | 24,4     |
| 5     | Manfred Bock (Hamburger SV)          | 24,6     |
| 6     | Peter Weimer (TSV Schwaben Augsburg) | 24,8     |

Datum: 28. Juli

### 400 m Hürden
| Platz | Athlet, Verein                            | Zeit (s) |
| ----- | ----------------------------------------- | -------- |
| 1     | Helmut Janz (VfL Gladbeck)                | 50,7     |
| 2     | Manfred Wagner (Post-SV Trier)            | 52,1     |
| 3     | Ferdinand Haas (Post-SV München)          | 52,4     |
| 4     | Heinz-Hermann Schunk (Meidericher SV)     | 53,1     |
| 5     | Fritz Roth (Hannover 96)                  | 53,3     |
| 6     | Volker Kottmann (TSV Bayer 04 Leverkusen) | 53,7     |

Datum: 30. Juli

### 3000 m Hindernis
| Platz | Athlet, Verein                           | Zeit (min) |
| ----- | ---------------------------------------- | ---------- |
| 1     | Wilhelm-Rüdiger Böhme (Hamburger SV)     | 8:47,2     |
| 2     | Ludwig Müller (FSV Frankfurt)            | 8:50,2     |
| 3     | Ewald Lork (Borussia Düsseldorf)         | 8:52,8     |
| 4     | Franz Thönnissen (Hammer SpVg)           | 8:56,6     |
| 5     | Karl-Heinz Staudacher (FC 08 Tuttlingen) | 9:00,0     |
| 6     | Dietrich Sohn (FC 08 Tuttlingen)         | 9:00,4     |

Datum: 30. Juli

### 4 × 100 m Staffel
| Platz | Verein, Besetzung                                                                             | Zeit (s) |
| ----- | --------------------------------------------------------------------------------------------- | -------- |
| 1     | ASV Köln (Klaus Ulonska, Johannes Kaiser, Uwe Breker, Manfred Germar)                         | 40,8     |
| 2     | TSV Bayer 04 Leverkusen (Rudolf Sundermann, Hans-Joachim Oswald, Horst Pöhler, Willi Holdorf) | 41,2     |
| 3     | Hannover 96 (Hinrick Helmke, Fredy Kalina, Walter Mahlendorf, Harry Pott)                     | 41,5     |
| 4     | TSV 1860 München (Hans-Peter Stumpen, Eberhard Tackenberg, Martin Reichert, Michael Gernandt) | 41,7     |
| 5     | SV Salamander Kornwestheim (Fink, Peter Gamper, Karl Kern, Günter Oesterle)                   | 41,8     |
| 6     | Stuttgarter Kickers (Werner von Moltke, Hahn, Paul Schweickhardt, Hans-Jürgen Felsen)         | 42,3     |

Datum: 30. Juli

### 4 × 400 m Staffel
| Platz | Verein, Besetzung                                                       | Zeit (min) |
| ----- | ----------------------------------------------------------------------- | ---------- |
| 1     | OSV Hörde (Albert Radusch, Udo Waldheim, Paul Schmidt, Manfred Kinder)  | 3:12,5     |
| 2     | SCC Berlin (Wiener, Pautzke, Gerhard Kopp, Hölzel)                      | 3:13,5     |
| 3     | Hannover 96 (Ude, Harry Pott, Schmidt, Fritz Roth)                      | 3:14,0     |
| 4     | USC Mainz (Langen, Heppel, Sprotte, Junker)                             | 3:14,9     |
| 5     | ASV Köln (Jürgen Kalfelder, Heinz-Robert Weiß, Engels, Manfred Keusgen) | 3:15,2     |
| 6     | TuS Alstertal Hamburg (Panthel, Lange, Jacobsen, Feil)                  | 3:15,6     |

Datum: 30. Juli

### 3 × 1000 m Staffel
| Platz | Verein, Besetzung                                                 | Zeit (min) |
| ----- | ----------------------------------------------------------------- | ---------- |
| 1     | FSV Frankfurt (Peter Christ, Klaus Ostach, Karl Eyerkaufer)       | 7:25,4     |
| 2     | Berliner SC (Günter Dohrow, Jörg Lawrenz, Olaf Lawrenz)           | 7:26,4     |
| 3     | Hamburger SV (Uwe Maaß, Peter Bock, Hans-Jürgen Profé)            | 7:27,4     |
| 4     | SKV Eglosheim (Manfred Engelhardt, Hans Günthner, Edmund Brenner) | 7:27,6     |
| 5     | Hannover 96 (Klaus Künne, Franz Wessolowski, Paul Noll)           | 7:32,0     |
| 6     | OSV Hörde (Fähnrich, Basse, Hinkmann)                             | 7:34,4     |

Datum: 28. Juli

### 20-km-Gehen
| Platz | Athlet, Verein                           | Zeit (h)  |
| ----- | ---------------------------------------- | --------- |
| 1     | Wolfgang Döring (Grün-Weiß Essen)        | 1:35:05,2 |
| 2     | Erich Rodermund (Eintracht Frankfurt)    | 1:35:52,6 |
| 3     | Karl-Heinz Pape (TSV Lebenstedt)         | 1:37:37,2 |
| 4     | Julius Müller (Delmenhorster TV)         | 1:37:44,8 |
| 5     | Herbert Staubach (Meidericher SV)        | 1:38:31,6 |
| 6     | Karl-Heinz Egenolf (Eintracht Frankfurt) | 1:39:17,0 |

Datum: 28. Juli

### 20-km-Gehen, Mannschaftswertung
| Platz | Verein, Besetzung                                                                | (Pkte)               |
| ----- | -------------------------------------------------------------------------------- | -------------------- |
| 1     | Eintracht Frankfurt I (Erich Rodermund, Karl-Heinz Egenolf, Rudolf Porteset)     | 12 (Plätze 02/6/9)   |
| 2     | Grün-Weiß Essen (Wolfgang Döring, Klaus Ingenhaag, H. Ingenhaag)                 | 18 (Plätze 01/11/12) |
| 3     | Berliner SC (Hans-Jürgen Paul, Gert Jannsen, Kemper)                             | 25 (Plätze 08/10/17) |
| 4     | Meidericher SV (Herbert Staubach, Seiler, Lehnen)                                | 27 (Plätze 05/13/22) |
| 5     | SV Friedrichsgabe (Claus Biethan, Uwe Ermisch, Gerd Nickel)                      | 43 (Plätze 15/23/24) |
| 6     | Eintracht Frankfurt II (Claus Bartels, Hans-Wilhelm Neuhaus, Bernhard Nermerich) | 54 (Plätze 14/33/34) |

Datum: 28. Juli

### 50-km-Gehen
| Platz | Athlet, Verein                         | Zeit (h)  |
| ----- | -------------------------------------- | --------- |
| 1     | Heinz Mayr (Eintracht Braunschweig)    | 4:44:20,6 |
| 2     | Erich Rodermund (Eintracht Frankfurt)  | 4:45:06,2 |
| 3     | Jürgen Krämer (Hypo-Club München)      | 4:55:00,6 |
| 4     | Siegmut Halboth (Eintracht Frankfurt)  | 5:05:08,6 |
| 5     | Claus Biethan (SV Friedrichsgabe)      | 5:07:53,6 |
| 6     | Walter Stoltz (Eintracht Braunschweig) | 5:08:48,4 |

Datum: 3. September
fand in Friedrichsgabe statt

### 50-km-Gehen, Mannschaftswertung
| Platz | Verein, Besetzung                                                | Zeit (h)   |
| ----- | ---------------------------------------------------------------- | ---------- |
| 1     | Eintracht Braunschweig (Heinz Mayr, Walter Stoltz, Lothar Wrase) | 15:14:09,2 |
| 2     | SV Friedrichsgabe (Claus Biethan, Harry Binner, Gerd Nickel)     | 15:27:42,8 |
| 3     | Hamburger SV I (Horst Gerdau, Heinz Tonn, Hans-Jürgen Bründel)   | 16:23:29,4 |
| 4     | Hamburger SV II (Emil Griem, Reimers, Hempel)                    | 17:50:39,0 |
| 5     | KSV Hessen Kassel (Gerd Lehmann, Willi Voß, Kornelius Holeczy)   | 17:51:52,0 |

Datum: 3. September
fand in Friedrichsgabe statt
nur 5 Mannschaften in der Wertung

### Hochsprung
| Platz | Athlet, Verein                           | Höhe (m) |
| ----- | ---------------------------------------- | -------- |
| 1     | Theo Püll (LG 1947 Viersen)              | 2,02     |
| 2     | Peter Riebensahm (ATSV Bremerhaven)      | 1,99     |
| 3     | Herbert Hopf (TG Würzburg)               | 1,96     |
| 4     | Hans Waldforst (TSV 1860 München)        | 1,93     |
| 5     | Erich Bremicker (SV Phönix Ludwigshafen) | 1,93     |
| 6     | Günther Abbe (Berliner SC)               | 1,90     |

Datum: 30. Juli

### Stabhochsprung
| Platz | Athlet, Verein                                | Höhe (m) |
| ----- | --------------------------------------------- | -------- |
| 1     | Klaus Lehnertz (Solinger LC)                  | 4,30     |
| 2     | Dieter Möhring (VfL Wolfsburg)                | 4,30     |
| 3     | Helmut Schmidt (TuS Opladen)                  | 4,20     |
| 4     | Klaus-Dieter Röper (USC Mainz)                | 4,20     |
| 5     | Günther Schmidt (ASV Köln)                    | 4,10     |
| 6     | Rainer Schmelz (Rot-Weiß Oberhausen)          | 4,00     |
| 6     | Reinhold Fischer (SV Salamander Kornwestheim) | 4,00     |

Datum: 29. Juli

### Weitsprung
| Platz | Athlet, Verein                            | Weite (m) |
| ----- | ----------------------------------------- | --------- |
| 1     | Manfred Steinbach (USC Mainz)             | 7,50      |
| 2     | Ingo Schönewolf (TSV Bayer 04 Leverkusen) | 7,38      |
| 3     | Eberhard Vaubel (TSV 1860 München)        | 7,32      |
| 4     | Manfred Molzberger (ASV Köln)             | 7,27      |
| 5     | Gottfried Deckstein (ASV Köln)            | 7,27      |
| 6     | Manfred Bäcker (SV Siemens Nürnberg)      | 7,24      |

Datum: 30. Juli

### Dreisprung
| Platz | Athlet, Verein                            | Weite (m) |
| ----- | ----------------------------------------- | --------- |
| 1     | Jörg Wischmeier (Rheydter TV 1847)        | 15,33     |
| 2     | Ingo Schönewolf (TSV Bayer 04 Leverkusen) | 15,14     |
| 3     | Michael Sauer (TSV 1860 München)          | 15,10     |
| 4     | Norbert Weiser (TSV 1860 München)         | 14,91     |
| 5     | Günter Zeiß (KSV Hessen Kassel)           | 14,79     |
| 6     | Horst Barth (FV 09 Nürtingen)             | 14,76     |

Datum: 29. Juli

### Kugelstoßen
| Platz | Athlet, Verein                               | Weite (m) |
| ----- | -------------------------------------------- | --------- |
| 1     | Dietrich Urbach (TSV 1860 München)           | 17,98     |
| 2     | Hermann Lingnau (FSV Frankfurt)              | 17,74     |
| 3     | Karl-Heinz Wegmann (Dortmunder SC 95)        | 16,56     |
| 4     | Helmut Diehl (TSV 1860 München)              | 16,52     |
| 5     | Josef Klik (TuS Fritzlar)                    | 15,91     |
| 6     | Hans-Jürgen Hilbig (TSV Bayer 04 Leverkusen) | 15,82     |

Datum: 29. Juli

### Diskuswurf
| Platz | Athlet, Verein                      | Weite (m) |
| ----- | ----------------------------------- | --------- |
| 1     | Jens Reimers (Rot-Weiß Oberhausen)  | 53,10     |
| 2     | Dietrich Urbach (TSV 1860 München)  | 51,52     |
| 3     | Josef Klik (TuS Fritzlar)           | 50,76     |
| 4     | Rudolf Schwarz (VfL Wolfsburg)      | 50,66     |
| 5     | Bernd Mensmann (TSG Dülmen)         | 50,52     |
| 6     | Gottfried Koch (DJK Eintracht Bonn) | 49,22     |

Datum: 28. Juli

### Hammerwurf
| Platz | Athlet, Verein                                | Weite (m) |
| ----- | --------------------------------------------- | --------- |
| 1     | Hans Fahsl (Schwarz-Weiß Westende Hamborn)    | 60,26     |
| 2     | Hans Wulff (KSV Hessen Kassel)                | 58,05     |
| 3     | Hans-Joachim Knappe (DSD Düsseldorf)          | 57,81     |
| 4     | Siegfried Perleberg (TSV Bayer 04 Leverkusen) | 56,82     |
| 5     | Siegfried Lorenz (OSV Hörde)                  | 56,76     |
| 6     | Karl Rube (USC Mainz)                         | 54,61     |

Datum: 29. Juli

### Speerwurf
| Platz | Athlet, Verein                         | Weite (m) |
| ----- | -------------------------------------- | --------- |
| 1     | Rolf Herings (TSV Bayer 04 Leverkusen) | 77,83     |
| 2     | Hans Schenk (TSV Bayer 04 Leverkusen)  | 75,07     |
| 3     | Hermann Rieder (TSV 1860 München)      | 74,65     |
| 4     | Rolf Köhler (TSV Bayer 04 Leverkusen)  | 73,62     |
| 5     | Hans Eichler (Polizei SV Bremen)       | 71,50     |
| 6     | Fritz Dirks (Hannover 96)              | 71,09     |

Datum: 30. Juli

### Fünfkampf,1952er Wertung
| Platz | Athlet, Verein                | P – offiz. Wert. | P – 85er Wert. |
| ----- | ----------------------------- | ---------------- | -------------- |
| 1     | Hermann Salomon (USC Mainz)   | 3381             | 3697           |
| 2     | Horst Stelzner (Hamburger SV) | 3037             | 3436           |
| 3     | Ernst Bux (Turn-Verein Lehe)  | 3034             | 3459           |
| 4     | Horst Beyer (Hamburger SV)    | 3028             | 3428           |
| 5     | Gustav Held (USC Mainz)       | 3002             | 3387           |
| 6     | Klaus Förste (ASV Köln)       | 2963             | 3400           |

Datum: 23. September
fand in Heilbronn statt
Disziplinen des Fünfkampfs: Weitsprung, Speerwurf, 200 m, Diskuswurf, 1500 m

### Fünfkampf– Mannschaftswertung
| Platz | Verein, Besetzung                                                               | Leistung (Pkte) |
| ----- | ------------------------------------------------------------------------------- | --------------- |
| 1     | Hamburger SV (Manfred Bock, Horst Stelzner, Horst Beyer)                        | 9384            |
| 2     | USC Mainz (Hermann Salomon, Gustav Held, Klaus-Dieter Röper)                    | 9082            |
| 3     | Polizei SV Berlin (Klaus Beuschel, Wolfgang Kardetzky, Hans-Joachim Kowalewsky) | 8520            |
| 4     | Post-SV München (Ferdinand Haas, Volker Osterkamp, Wolf Günthner)               | 8503            |
| 5     | Hannover 96 (Fritz Dirks, Paul Noll, Fritz Roth)                                | 8312            |
| 6     | Eintracht Frankfurt (Hermann, Horst Heckmann, Günter Wöhle)                     | 8062            |

Datum: 23. September
fand in Heilbronn statt
Anmerkung: Die hier aufgelisteten Punktzahlen ergeben sich aus der zum Zeitpunkt der Austragung gültigen Wertungstabelle.

### Zehnkampf,1952er Wertung
| Platz | Athlet, Verein                          | P – offiz. Wert. | P – 85er Wert. |
| ----- | --------------------------------------- | ---------------- | -------------- |
| 1     | Willi Holdorf (TSV Bayer 04 Leverkusen) | 7238             | 7163           |
| 2     | Werner von Moltke (Stuttgarter Kickers) | 6977             | 7046           |
| 3     | Wolfgang Heise (LC Nordhorn)            | 6908             | 6997           |
| 4     | Klaus Nüske (ASV Berlin)                | 6403P            | 6519           |
| 5     | Siegbert Rokitta (DTSG 1874 Hannover)   | 6201P            | 6515           |
| 6     | Jürgen Schäps (TuS Duisburg 48/99)      | 6190             | 6494           |

Datum: 23./24. September
fand in Heilbronn statt

### Zehnkampf,1952er Wertung– Mannschaftswertung
| Platz | Verein, Besetzung                                                       | Leistung (Pkte) |
| ----- | ----------------------------------------------------------------------- | --------------- |
| 1     | TSV Bayer 04 Leverkusen (Willi Holdorf, Hermann Alms, Ingo Schönewolf)  | 20.218          |
| 2     | ASV Berlin (Klaus Nüske, Manfred Wedde, Jörg Neumann)                   | 17.676          |
| 3     | LC Nordhorn (Wolfgang Heise, Peter Merziger, Uwe Seifert)               | 16.357          |
| 4     | SV Saar 05 Saarbrücken (Hans-Joachim Reske, Erich Barduhn, Dieter Herr) | 16.101          |
| 5     | DTSG 1874 Hannover (Siegbert Rokitta, Wilhelm Matthias,Wagener)         | 15.909          |
| 6     | TSV Bad Wörishofen (Erich Kriegisch, Viktor Sipple, Kurt Leuterer)      | 15.497          |

Datum: 23./24. September
fand in Heilbronn statt

### WaldlaufMittelstrecke –3,8km
| Platz | Athlet, Verein                       | Zeit (min) |
| ----- | ------------------------------------ | ---------- |
| 1     | Wilhelm-Rüdiger Böhme (Hamburger SV) | 11:28,0    |
| 2     | Peter Handel (VfL Wolfsburg)         | 11:31,8    |
| 3     | Werner Girke (VfL Wolfsburg)         | 11:35,0    |
| 4     | Hans Joachim Blatt (Hamburger SV)    | 11:36,0    |
| 5     | Karl Eyerkaufer (FSV Frankfurt)      | 11:37,4    |
| 6     | Olaf Lawrenz (Berliner SC)           | 11:37,4    |

Datum: 23. April
fand in Berlin statt

### WaldlaufMittelstrecke –3,8km, Mannschaftswertung
| Platz | Verein, Besetzung                                                           | (Pkte)              |
| ----- | --------------------------------------------------------------------------- | ------------------- |
| 1     | Hamburger SV (Wilhelm-Rüdiger Böhme, Hans-Joachim Blatt, Hans-Jürgen Profé) | 18 (Plätze 01/4/15) |
| 2     | VfL Wolfsburg (Peter Handel, Werner Girke, Brand)                           | 23 (Plätze 2/3/23)  |
| 3     | FSV Frankfurt (Karl Eyerkaufer, Klaus Ostach, Peter Christ)                 | 27 (Plätze 5/11/14) |
| 4     | Polizei SV Berlin (Klaus Lehmann, Jörg Balke, Fischer)                      | 35 (Plätze 9/12/21) |
| 5     | Berliner SC (Olaf Lawrenz, Günter Dohrow, Lehmann)                          | 37 (Plätze 6/10/27) |
| 6     | Sportfreunde Siegen (Wildraut, Schmidt, Robert Donges)                      | 52 (Plätze 7/24/34) |

Datum: 23. April
fand in Berlin statt

### WaldlaufLangstrecke –9,0km
| Platz | Athlet, Verein                  | Zeit (min) |
| ----- | ------------------------------- | ---------- |
| 1     | Horst Flosbach (Solinger LC)    | 26:58,4    |
| 2     | Gustav Disse (SC Dahlhausen)    | 27:11,6    |
| 3     | Roland Watschke (VfL Wolfsburg) | 27:45,0    |
| 4     | Peter Kubicki (SCC Berlin)      | 27:45,6    |
| 5     | Ludwig Müller (FSV Frankfurt)   | 27:56,4    |
| 6     | Alfons Ida (VfL Wolfsburg)      | 27:58,6    |

Datum: 23. April
fand in Berlin statt

### WaldlaufLangstrecke –9,0km, Mannschaftswertung
| Platz | Verein, Besetzung                                                       | (Pkte)               |
| ----- | ----------------------------------------------------------------------- | -------------------- |
| 1     | VfL Wolfsburg (Roland Watschke, Alfons Ida, Hermann Schnelle)           | 15 (Plätze 03/6/11)  |
| 2     | SCC Berlin (Peter Kubicki, Gideon Papke, Hermann Brecht)                | 32 (Plätze 04/16/23) |
| 3     | SC Dahlhausen (Gustav Disse, Klaus Vieth, Friedhelm Aufermann)          | 33 (Plätze 02/21/22) |
| 4     | Hamburger SV (Karl-Heinz Paetow, Klaus Rißmann, Porbadnik)              | 34 (Plätze 14/17/18) |
| 5     | Polizei-SV Hannover (Erich Vellage, Wolfgang Fricke, Klingner)          | 36 (Plätze 08/15/27) |
| 6     | Barmer TV 1846 Wuppertal (Norbert Seidensticker, Schmitz, Bruno Nießer) | 47 (Plätze 12/20/40) |

Datum: 23. April
fand in Berlin statt

## Meisterschaftsresultate Frauen

### 100 m
| Platz | Athletin, Verein                          | Zeit (s) |
| ----- | ----------------------------------------- | -------- |
| 1     | Maren Collin (Wuppertaler SV)             | 11,9     |
| 2     | Jutta Heine (DHC Hannover)                | 12,0     |
| 3     | Renate Bronnsack (USC Heidelberg)         | 12,0     |
| 4     | Erika Fisch (Hannover 96)                 | 12,2     |
| 5     | Barbara Rumpel (VfB Gießen)               | 12,3     |
| 6     | Maria Hohenbühler (TSV Schwaben Augsburg) | 12,5     |

Datum: 29. Juli

### 200 m
| Platz | Athletin, Verein                            | Zeit (s) |
| ----- | ------------------------------------------- | -------- |
| 1     | Jutta Heine (DHC Hannover)                  | 24,0     |
| 2     | Maren Collin (Wuppertaler SV)               | 24,3     |
| 3     | Maria Jeibmann, geb. Arenz (Wuppertaler SV) | 24,6     |
| 4     | Helga Henning (Hannover 96)                 | 25,3     |
| 5     | Ingrid Röthner (TSV Schwaben Augsburg)      | 25,4     |
| 6     | Barbara Rumpel (VfB Gießen)                 | 25,4     |

Datum: 30. Juli

### 400 m
| Platz | Athletin, Verein                            | Zeit (s) |
| ----- | ------------------------------------------- | -------- |
| 1     | Maria Jeibmann, geb. Arenz (Wuppertaler SV) | 56,2     |
| 2     | Margarete Buscher (LC Nordhorn)             | 57,0     |
| 3     | Erna Maisack (TV Jahn Plaidt)               | 57,4     |
| 4     | Marlies Schäffer (TV Werther)               | 59,6     |
| 5     | Anita Wörner (SV Phönix Ludwigshafen)       | 60,2     |
| 6     | Gisela Henning (OSC Berlin)                 | 62,7     |

Datum: 29. Juli

### 800 m
| Platz | Athletin, Verein                                       | Zeit (min) |
| ----- | ------------------------------------------------------ | ---------- |
| 1     | Antje Gleichfeld, geb. Braasch (TuS Alstertal Hamburg) | 2:12,6     |
| 2     | Edith Schiller (Polizei-SV Köln)                       | 2:14,4     |
| 3     | Rosemarie Nitsch (Post-SG Mannheim)                    | 2:14,5     |
| 4     | Irmtraud Wickel (TV 1893 Ebersbach)                    | 2:16,5     |
| 5     | Marianne Schmalöwski (Blau-Gelb Frankfurt)             | 2:17,0     |
| 6     | Christa Luczak (ASV Köln)                              | 2:17,7     |

Datum: 30. Juli

### 80 m Hürden
| Platz | Athletin, Verein                           | Zeit (s) |
| ----- | ------------------------------------------ | -------- |
| 1     | Erika Fisch (Hannover 96)                  | 11,0     |
| 2     | Ingrid Schlundt (ASV Köln)                 | 11,1     |
| 3     | Lore Döderlein (TG Würzburg)               | 11,4     |
| 4     | Inge Schell (TSV 1860 München)             | 11,5     |
| 5     | Gudrun Scheller (Eintracht Braunschweig)   | 11,6     |
| 6     | Monika Wessel (SV Salamander Kornwestheim) | 11,7     |

Datum: 30. Juli

### 4 × 100 m Staffel
| Platz | Verein, Besetzung                                                                                   | Zeit (s) |
| ----- | --------------------------------------------------------------------------------------------------- | -------- |
| 1     | Wuppertaler SV (Elisabeth Pottgießer, Doris Schweimanns, Maren Collin, Maria Jeibmann – geb. Arenz) | 47,1     |
| 2     | Hannover 96 (Renate Bicker, Renate Marsch, Erika Fisch, Helga Henning)                              | 47,5     |
| 3     | USC Heidelberg (Hartung, Martha Langbein, Renate Bronnsack, Groß)                                   | 47,9     |
| 4     | SKG Frankfurt (Barth, Horn, Sickler, Jehn)                                                          | 48,1     |
| 5     | OSV Hörde (Karthoff, Schmidt, Bergeest, Bärbel Tölle)                                               | 48,2     |
| 6     | OSC Berlin (Karla Klimpke, Marianne Lück – geb. Müller, Gisela Henning, Hannelore Swienty)          | 48,4     |

Datum: 30. Juli

### Hochsprung
| Platz | Athletin, Verein                             | Höhe (m) |
| ----- | -------------------------------------------- | -------- |
| 1     | Ilia Hans (SpVgg. Bissingen)                 | 1,67     |
| 2     | Ingrid Becker (LG Geseke)                    | 1,67     |
| 3     | Erika Strößenreuther (TSV 1860 München)      | 1,61     |
| 4     | Rita Kortum (VfL Wolfsburg)                  | 1,61     |
| 5     | Marianne Lück, geb. Müller (OSC Berlin)      | 1,58     |
| 6     | Bärbel Schlurmann (Barmer TV 1846 Wuppertal) | 1,58     |

Datum: 29. Juli

### Weitsprung
| Platz | Athletin, Verein                         | Weite (m) |
| ----- | ---------------------------------------- | --------- |
| 1     | Helga Hoffmann (ATSV Saarbrücken)        | 6,13      |
| 2     | Ingrid Becker (LG Geseke)                | 6,10      |
| 3     | Gudrun Scheller (Eintracht Braunschweig) | 5,98      |
| 4     | Ingrid Emmerich (Eintracht Frankfurt)    | 5,78      |
| 5     | Uta Böge (SV St. Georg 1895 Hamburg)     | 5,65      |
| 6     | Erika Albrecht (TUSEM Essen)             | 5,62      |

Datum: 28. Juli

### Kugelstoßen
| Platz | Athletin, Verein                                  | Weite (m) |
| ----- | ------------------------------------------------- | --------- |
| 1     | Sigrun Grabert (SV 03 Tübingen)                   | 15,35     |
| 2     | Marlene Klein (LGO Euskirchen)                    | 14,51     |
| 3     | Mathilde Forster, geb. Hartl (Post-SV München)    | 14,22     |
| 4     | Anne-Chatrine Rühlow, geb. Lafrenz (SC Greven 09) | 13,98     |
| 5     | Hannelore Keydel (TSV Bayer 04 Leverkusen)        | 13,65     |
| 6     | Ilse Bechthold, geb. Peters (Eintracht Frankfurt) | 13,30     |

Datum: 28. Juli

### Diskuswurf
| Platz | Athletin, Verein                                  | Weite (m) |
| ----- | ------------------------------------------------- | --------- |
| 1     | Kriemhild Hausmann (Preussen Krefeld)             | 51,85     |
| 2     | Gudrun Kapolke (Hamburger SV)                     | 48,32     |
| 3     | Anne-Chatrine Rühlow, geb. Lafrenz (SC Greven 09) | 47,25     |
| 4     | Liselotte Sturm (1. FC Nürnberg)                  | 46,96     |
| 5     | Marlene Klein (LG Olympia Euskirchen)             | 46,75     |
| 6     | Adelheid Schwarz (1. SC Göttingen 05)             | 45,08     |

Datum: 30. Juli

### Speerwurf
| Platz | Athletin, Verein                               | Weite (m) |
| ----- | ---------------------------------------------- | --------- |
| 1     | Anneliese Gerhards, geb. Jansen (TV Lobberich) | 51,35     |
| 2     | Almut Brömmel (TSV 1860 München)               | 50,94     |
| 3     | Ilse Junghänel (1. FC Schwandorf)              | 47,68     |
| 4     | Margot Kowalewski (ASV Berlin)                 | 46,42     |
| 5     | Erika Strößenreuther (TSV 1860 München)        | 45,91     |
| 6     | Liselotte Leiß, geb. Kipp (Soester TV)         | 43,97     |

Datum: 29. Juli

### Fünfkampf,1955er Wertung
| Platz | Athletin, Verein                           | Leistung (Pkte) |
| ----- | ------------------------------------------ | --------------- |
| 1     | Helga Hoffmann (ATSV Saarbrücken)          | 4555            |
| 2     | Hannelore Keydel (TSV Bayer 04 Leverkusen) | 4462            |
| 3     | Renate Junker (Rheydter TV 1847 1847)      | 4378            |
| 4     | Erika Fisch (Hannover 96)                  | 4362            |
| 5     | Kriemhild Hausmann (Preussen Krefeld)      | 4218            |
| 6     | Christa Büchner (TSV Bayer 04 Leverkusen)  | 4191            |

Datum: 23./24. September
fand in Heilbronn statt

### Fünfkampf,1955er Wertung– Mannschaftswertung
| Platz | Verein, Besetzung                                                    | Leistung (Pkte) |
| ----- | -------------------------------------------------------------------- | --------------- |
| 1     | TSV Bayer 04 Leverkusen (Hannelore Keydel, Christa Büchner, Weiler)  | 12.391          |
| 2     | Hamburger SV (Jutta Stöck, Leonore Koch – geb. Tauer, Hilke Thymm)   | 12.355          |
| 3     | TSV 1860 München (Erika Strößenreuther, Inge Schell, Heidi Maasberg) | 12.170          |
| 4     | Rheydter TV 1847 1847 (Renate Junker, Axmacher, Wiethoff)            | 12.086          |
| 5     | Hannover 96 (Erika Fisch, Helga Henning, Renate Rose)                | 12.083          |
| 6     | KSV Hessen Kassel (Dilcher, Leimer, Erbroth)                         | 11.815          |

Datum: 23./24. September
fand in Heilbronn statt

### Waldlauf–1,2km
| Platz | Athletin, Verein                           | Zeit (min) |
| ----- | ------------------------------------------ | ---------- |
| 1     | Edith Schiller (Polizei SV Köln)           | 4:02,6     |
| 2     | Rosemarie Nitsch (Post-SG Mannheim)        | 4:03,6     |
| 3     | Marianne Schmalöwski (Blau-Gelb Frankfurt) | 4:07,8     |
| 4     | Renate Thuran (SCC Berlin)                 | 4:07,8     |
| 5     | Irmtraud Wickel (TV 1893 Ebersbach)        | 4:10,8     |
| 6     | Edith Meyer (Tuspo Rhaden)                 | 4:13,2     |

Datum: 23. April
fand in Berlin statt

### Waldlauf–1,2km, Mannschaftswertung
| Platz | Verein, Besetzung                                                        | (Pkte)               |
| ----- | ------------------------------------------------------------------------ | -------------------- |
| 1     | TV Hasse-Winterbek Kiel (Barbara Decker, Dagmar Scheuer, Marion Scheuer) | 19 (Plätze 07/ ?/ ?) |
| 2     | SCC Berlin (Renate Thuran, Wüstenhagen, Wolf)                            | 33 (Plätze 04/18/21) |
| 3     | OSC Waldniel (Maria Inderfurth, Josefine Bongartz, Kasten)               | 36 (Plätze 08/13/28) |
| 4     | Hamburger SV (Bärbel Holstein, Elke Melchert, Porbadnik)                 | 37 (Plätze 14/16/20) |
| 5     | Meidericher SV (Marie-Luise Seiler, Weidner, Mückshoff)                  | 51 (Plätze 15/24/27) |
| 6     | Polizei SV Köln (Edith Schiller, Schneider, Lopinski)                    | 53 (Plätze 01/ ?/ ?) |

Datum: 23. April
fand in Berlin statt

## Video
- Filmausschnitte u. a. von den Deutschen Leichtathletik-Meisterschaften auf filmothek.bundesarchiv.de, Bereich: 7:55 min bis 9:10 min, abgerufen am 20. April 2021